# Гендина, Наталия Ивановна
Наталия Ивановна Гендина (род. 16 июня 1953, Иланский район, Красноярский край) — советский и российский специалист в области теории и практики информационно-библиотечной деятельности, доктор педагогических наук (1994), профессор (1995).

## Биография
Родилась 16 июня 1953 года в посёлке Октябрьский. В 1969 году поступила на библиотечный факультет Кемеровского ГИКа, который она окончила в 1974 году, в том же году поступила на аспирантуру ЛГИКа имени Н. К. Крупской, которая она окончила в 1979 году, после окончания аспирантуры ЛГИКа вернулась в Кемерово и устроилась в Кемеровский ГИК, и работает там поныне. Является автором концепции лингвистического обеспечения библиотечных технологий как важнейшего средства преобразования информации в качестве максимальной доступности, а также эффективности использования информационных ресурсов. В 1994 году защитила диссертацию «Лингвистическое обеспечение библиотечной технологии» на степень доктора педагогических наук. Лично создала и открыла в 1996 году в Кемеровском ГИКе аспирантуру по библиографоведению и библиотековедению.

## Научные работы
Основные научные работы посвящены вопросам информационной культуры личности, а также инновационные процессы в информационно-библиотечном образовании. Автор свыше 60 научных работ, монографий, учебных пособий, книг и спецкурсов.

## Членство в обществах
- Директор НИИ Информационных технологий социальной сферы.
- 1994-н. в. — Член Академии гуманитарных наук.
- Член научно-методического совета Учебно-методического объединения по библиотечно-библиографическому и книговедческому образованию при МГУКИ.
- Член постоянного комитета ИФЛА по библиотечной теории и исследованию.

## Награды, премии и почётные звания[4]
- 1999 г. - Диплом оргкомитета VI Международной конференции "Библиотеки и ассоциации в меняющемся мире: новые технологии и новые формы сотрудничества" (Крым- 99) за победу в конкурсе "Лучший докладчик".
- 2002 г. - Диплом оргкомитета IX Международной конференции "Библиотеки и ассоциации в меняющемся мире: новые технологии и новые формы сотрудничества" (Крым- 2002) за победу в конкурсе "Лучший докладчик".
- 2002 г. - Лауреат Областного Конкурса "Профессор Кузбасса - 2002".
- 2002 г. - Обладатель  Золотого знака «Профессор года».
- 2003 г. - Лауреат Премии Кузбасса.
- 2007 г. - Диплом Международной научно-практической конференции "Библиотеки и образование - 2007" за победу в номинации  "Лучший ведущий секции".
- 2007 г. - Лауреат Премии Губернатора Кемеровской области
- 2008 г. - Диплом Международной научно-практической конференции "Библиотеки и образование - 2008" за 1 место в номинации "Лучший докладчик".
- 2008 г. - Лауреат Кузбасской Премии имени С.А. Сбитнева
- 2010 г. - Лауреат регионального конкурса "Профи-Успех-2010" в номинации "Профессор года".

## Комментарии
1. ↑  Посёлок Октябрьский[2] не сохранился; ныне — урочище[3] в Иланском районе.